# Blind Man's Holiday
Blind Man's Holiday è un film muto del 1917 diretto da Martin Justice.

## Produzione
Il film fu prodotto dalla Vitagraph Company of America (come Broadway Star Features).

## Distribuzione
Distribuito dalla General Film Company, il film uscì nelle sale cinematografiche statunitensi nel settembre 1917.